# Padangcola jacobsoni
Genre
Espèce
Padangcola jacobsoni, unique représentant du genre Padangcola, est une espèce d'opilions laniatores de la famille des Epedanidae.

## Distribution
Cette espèce est endémique de Sumatra en Indonésie. Elle se rencontre vers Padang.

## Description
Le mâle holotype mesure 5 mm.

## Publication originale
- Roewer, 1963 : « Über einige Arachniden (Opiliones und Araneae) der orientalischen und australischen Region. » Senckenbergiana biologica, vol. 44, p. 223–230.